# Каш'япа (індуїзм)
Каш'я́па (санскр. कश्यप, kaśyapa IAST - «черепаха») — у ведійській та індуїстській міфології божественний мудрець (ріші), автор кількох гімнів «Ріґведи». Вважається батьком богів, демонів та багатьох інших істот.
Каш'япа — поширене стародавнє ім'я, що стосується багатьох різних осіб у стародавніх індуїстських та буддійських текстах.

## У міфології
Згідно з «Магабгаратою», батьком Каш'япи був Маріча, один із десяти духовних синів Брахми. Тому одним із імен мудреця є патронім Маріча. Каш'япа з'явився від шлюбу Марічі з Калою, дочкою Кардами та Девахуті. Але вже в Рамаяні Каш'япу названо молодшим братом Марічі і, отже, сином Брахми. У пуранах зустрічаються обидві версії походження ріші.
У тексті «Шатапатха-брахмани» Каш'япа ототожнено з черепахою, образу якої набув Праджапаті при створенні світу, і відповідно все живе вважають його потомством. Пізніше його включено до семи стародавніх мудреців (саптаріші).
«Магабгарата» й пізніші джерела повідомляють про одруження Каш'япи на 13 (іноді 8, 10 або 21) дочках Дакші. Саме від цього шлюбу, за переказами, походять усі живі істоти. Так, від Адіті та Каш'япи пішли 33 божества (12 адіті, 8 васу, 11 рудр та Ашвіни), серед яких Вамана як аватара Вішну та Вівасват. Від сина останнього — Ману — походять люди. Іноді серед нащадків називають лише 12 адіті, які вже своєю чергою дали походження іншим богам. Від дружини Діті з'явилися дайтьї, від Вінати — Ґаруда і Аруна, від Кадру — наги, Дану — данави, Муні — апсари тощо. Отже, Ріші став батьком усіх і тому іноді в деяких текстах його називають Праджапаті.
Вважався також жерцем Рами та Парашурами. Останній, винищивши всіх кшатріїв, передав владу над усією землею саме Каш'япі, який стояв на чолі всіх жерців.

## Тексти, приписувані Каш'япі
Каш'япу шанують у індуїстській традиції, і йому шанобливо приписують авторство численних легенд і текстів, складених у середньовіччі. Зокрема, йому приписують та називають на його честь такі трактати:
- Каш'япа-самхіта, також звана Вріддаджівакаія Тантра або Дживакія Тантра — довідник із аюрведичної педіатрії, гінекології та акушерства[7]. Доопрацював Ватсья[8]. Написано як навчальний посібник у формі діалогу між мудрецем-медиком Каш'япою та його учнем на ім'я Вріддхадживака і стосується, переважно, догляду за немовлятами та дитячих хвороб[9].
- Каш'япа-джнянаканда, або книга мудрості Каш'япи — текст традиції вайшнавізму IX століття[10].
- Каш'япа-дхармасутра, можливо, стародавній текст, який вважають втраченим. Про існування тексту свідчать цитати середньовічних індійських учених[11].
- Каш'япа-сангіта, ймовірно, ще один втрачений стародавній текст. Трактат про музику; послідовник шиваїзму і адвайта Абхінавагупта цитує пояснення мудреця Каш'япи про віні-йогу кожної раси та бхави. Інший стародавній дослідник індуїстської музики на ім'я Грданьянгама згадує про внесок Каш'япи в теорію аланкари (прикрашання музичних нот)[12][13].
- Каш'я-пашилпа, також званий Амсумад-агама, Каш'япія чи Сільпасастра Каш'япи — санскритський трактат з архітектури, іконографії та декоративного мистецтва, ймовірно, завершений XI столітті[14].